# Рубань (округ Нове Замки)
Рубань (словац. Rúbaň) — село, громада округу Нове Замки, Нітранський край. Кадастрова площа громади — 16.11 км².
Населення 940 осіб (станом на 31 грудня 2019 року).

## Історія
Рубань згадується 1268 року.

## Населення
| Рік:            | 1994. | 2004.    | 2014.   | 2024.  |
| --------------- | ----- | -------- | ------- | ------ |
| Кількість осіб: | 1084  | 934      | 1000    | 901    |
| Різниця:        |       | -13,83 % | +7,06 % | -9,9 % |

| Рік:            | 2023. | 2024.   |
| --------------- | ----- | ------- |
| Кількість осіб: | 898   | 901     |
| Різниця:        |       | +0,33 % |